# 7×57mm Mauser
7×57mm Mauser (позначений як 7mm Mauser або 7×57mm за специфікацією SAAMI та 7 × 57 за C.I.P.) гвинтівковий набій першого покоління з бездимним порохом в безфланцевій пляшкоподібній гільзі. У Великій Британії він відомий як .275 Rigby. Його розробив Пауль Маузер для компанії Маузер в 1892 році, а в 1893 році його як військовий набій прийняла на озброєння Іспанія. Його прийняли на озброєння кілька інших країн як стандартний військовий набій і хоча зараз він є застарілим для військового використання, його широко використовують як спортивний. Багато спортивних гвинтівок ід цей набій зробили британські зброярі, відомим серед них був Джон Рігбі, який перевів калібр в дюйми вимірявши поля стволу 7 мм гвинтівки.

## Історія
В 1892 році Пауль Маузер відвідав Королівство Іспанія після випробувань гвинтівок в 1891 році та придбав нову гвинтівку створену під набій калібру 7 мм. Як і представлений в 1889 році набій 7.65×53mm Mauser, набій 7×57мм Mauser було розроблено під новий бездимний порох, який під назвою Poudre B в 1886 році було використано в гвинтівці 8mm Lebel, з якої почала революція серед боєприпасів для військових гвинтівок. Для свого часу набій 7×57mm Mauser був високопотужним набоєм з бездимним порохом. Гвинтівка Mauser Model 1892 стала перехідною конструкцією, яку обмеженою партією випустили для іспанської армії. Її швидко покращили до Mauser Модель 1893 додавши новий внутрішній коробчастий магазин де набої зберігалися в шаховому порядку. Іспанці були настільки вражені гвинтівками Mauser Model 1892 та 1893, а також новим набоєм 7×57mm Mauser, що замовили у Маузера не лише набої та гвинтівки, але й нагородили його Великим Хрестом Іспанського військового ордена "За заслуги", найвищою відзнакою яку коли-небудь отримував Маузер.

## Параметри набою
Набій 7×57мм має об'єм гільзи 3.90 мл (60 гран H2O). Зовнішня форма гільзи розроблена для легкого заряджання і розряджання в гвинтівках з ковзним затвором та кулеметах, навіть в екстремальних умовах.
7×57mm максимальні параметри набою C.I.P. Всі розміри в міліметрах (мм).
Американці визначили кут плеча як  alpha/2 ≈ 20.55 градусів. загальний крок нарізів для цього набою становить 220 мм (1 на 8.66 in), 4 нарізи, діаметр по полям = 6,98 мм (0,275 дюйм), діаметр по нарізам = 7,24 мм (0,285 дюйм), ширина поля = 3,90 мм (0,154 дюйм), капсуль великий гвинтівковий.
Всі європейські набої 7 мм мають діаметр по нарізам 7.24 мм (0.285 in). Американські набої 7 мм мають діаметр по нарізам 7.21 мм (0.284 in).
Згідно з правилами C.I.P. гільза 7×57мм може витримати п'єзо тиск до 390,00 МПа (56 565 psi) Pmax. В країнах де використовують правила C.I.P. кожний гвинтівковий набій повинен витримувати 125% максимального тиску за C.I.P. для отримання сертифікату для продажу.
Максимальний середній тиск за SAAMI для набою становить 51 000 psi (351,63 МПа) п'єзо тиску або 46,000 CUP. Хоча нижча специфікація відповідає дещо слабшим УСМ старих гвинтівок Mauser 93 та 95 які все ще використовують, але оскільки набій розроблявся для гвинтівки M93 Spanish Mauser, тому середній тиск в цих гвинтівках становить 50,370 CUP.

## 7×57mmR (фланцевий)
Незабаром після появи набою 7×57мм було розроблено фланцевий варіант набою для використання у гвинтівках з переламним механізмом та у комбінованій зброї. Наявність фланцю спростила роботу екстрактора, особливо при використанні набоїв в комбінованій зброї, екстрактор якої було розроблено для екстракції фланцевих рушничних гільз. Більшість зброї яка може екстрактувати безфланцеві гільзи відноситься до 1970-х років. Зовні обидва набої відрізняються лише наявністю фланцю, проте є відмінності у внутрішній конструкції. Зокрема, ділянка гільзи, полотно набою, над фланцем, у фланцевій версії, або канавка, безфланцевій версії, є тоншою в фланцевій гільзі, тому деякі закони обмежують тиск в фланцевих набоях до 41,000 CUP because of this.
7×57mmR параметри набою. Всі розміри в міліметрах (мм).

## Спортивний набій

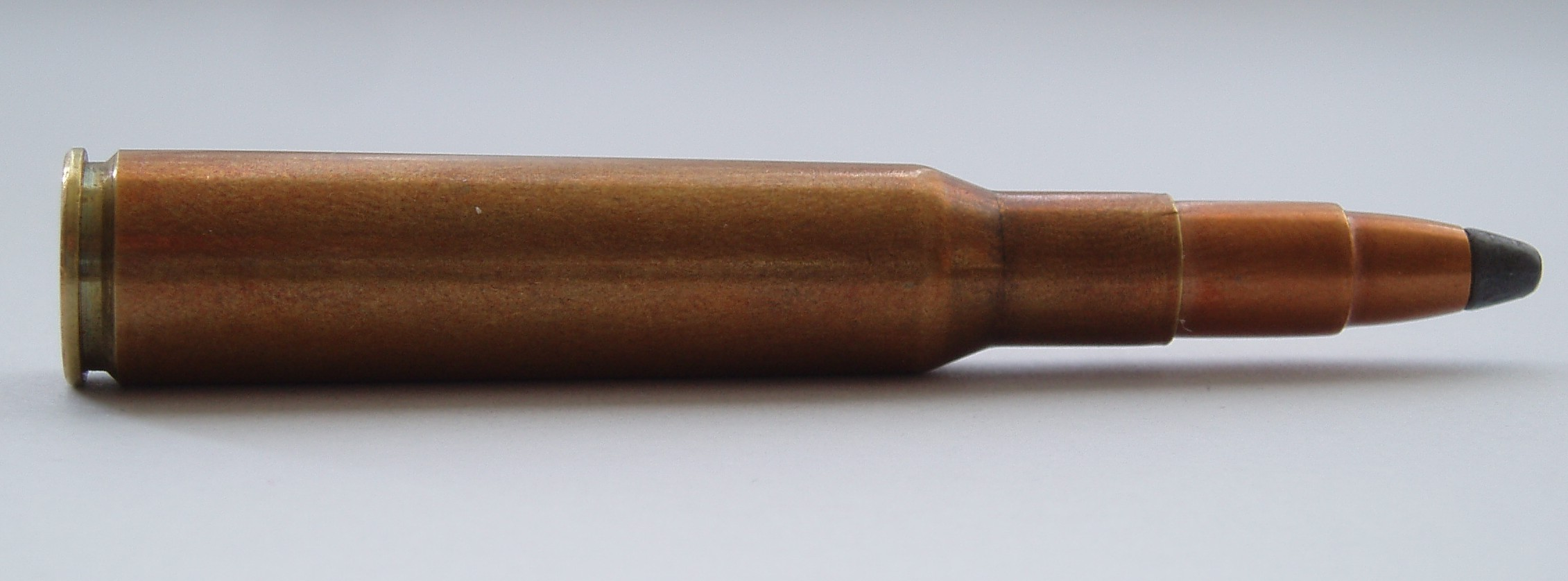
Мисливський набій 7×57мм

Завдяки своїй балістиці набій 7×57мм став популярним серед мисливців на оленів і рівнинну дичину. Відносно пласка траєкторія і керований відбій забезпечили популярність набою і серед спортсменів. Набій 7×57мм має чудову пробивну властивість завдяки високій швидкості закручування, що дозволяє стріляти важкими довгими кулями з високою щільністю перетину. Це зробило набій популярним в Африці, для полювання на тварин, в тому числі на слонів. Цей набій полюбляв мисливець за слоновою кісткою В.Д.М. "Karamojo" Белл, який підстрелив приблизно 800 африканських слонів набоєм 7×57 мм зразка 1893 року з гвинтівки Rigby Mauser 98, в той час як більшість мисливців за слоновою кісткою користувалися великокаліберними гвинтівками. Белл обрав цей набій через середній відбій і використовував довгу тупоносу суцільнооболонкову кулю вагою 11,2 грами для найкращого пробивання. Белл розрізав череп слона, щоб визначити розмір і розташування мозку, і точно цілився, щоб влучити кулею в мозок.
Набій 7×57мм також полюбляла Елеонора О'Коннор, дружина відомого мисливця та автора Джека О'Коннора. Елеонора разом з чоловіком їздила у чисельні експедиції по всьому світу та полювала на велику та малу дичину з набоєм 7×57мм. Джек О'Коннор також багато користувався цим набоєм і зауважував "гадаю я бачив велику кількість дичини вбитої кількома пострілами за допомогою цього невеликого набою ніж за допомогою будь-якого іншого." Хоча зараз набій не є таким популярним, багато виробників випускають набій 7×57мм, до того ж багато сучасних гвинтівок можуть стріляти цим набоєм.
Набій 7×57мм також використовував індійський мисливець і захисник природи Джим Корбетт для полювання на сумнозвісного людожера леопарда аз Рурдрпраяґа, а також на кількох людожерів з Кумаону. У працях Корбетта згадується використання гвинтівки Маузер-Рігбі .275 з прикріпленим ліхтариком для підсвічування леопарда в темну літню ніч у травні 1926. Для полювання на тигрів-людожерів, Корбетт надавав перевагу набою .450/400 Nitro Express при використанні в двоствольній гвинтівці від W.J. Jeffery & Co відомою як .400 Jeffery Nitro Express, але тримав гвинтівку Маузер-Рігбі як резервну.
В набої 7×57 можна використовувати набої різної ваги, крім того його легко заряджати, відбій середній і гарна точність. Він відомий серед мисливців, завдяки як особистого досвіду, так і читанню добре задокументованого послужного списку, який налічує понад 100 років. Стрільці з гвинтівок по металевим силуетам також відкривають для себе універсальність та конкурентоспроможність набою 7×57.

## Військове використання
Військові Королівства Іспанія прийняли гвинтівку Mauser Модель 1893 на озброєння. Вона мала калібр 7×57мм Mauser. Оригінальний набій заряджався довгою тупоносою суцільнооболонковою кулею вагою 11,2 грами, дулова швидкість становила 700 м/с, дулова енергія кулі становила 2744 Дж при стрільбі зі стволу довжиною 740 мм. Для кінця 19-го століття така балістика була вражаючою, куля мала пласку траєкторію польоту і чудову пробивну властивість. В той же час вільний відбій був середнім. Саме через це набій став популярним серед солдатів та спортсменів.
Якості набою 7×57мм як військового показала іспансько-американська війна 1898 року. На початку американського штурму стратегічно важливого кубинського міста Сантьяго, 750 іспанських солдат захищали позиції на пагорбах Сан-Хуан та Кеттл. Сили атакуючих становили приблизно 6600 солдат, більшість з яких були озброєні новими гвинтівками Krag–Jørgensen під набої з бездимним порохом .30-40 Krag, крім того їх наступ прикривала артилерія та кулемети Гатлінга. Хоча штурм виявився успішним, американці виявили, що їхні втрати становили 1400 солдат, приблизно 20 відсотків їхніх сил. Пізніше слідча комісія США виявила, що більшість втрат була пов'язана з відмінною вогневою потужністю іспанських гвинтівок Модель 1893 Mauser. 
Під час другої англо-бурської війни у Південній Африці, британська влада була змушена переглянути конструкцію та тактику використання гвинтівок та боєприпасів після сутичок з бурськими шарпшутерами та снайперами, які були озброєні гвинтівками Mauser Модель 1893 та Mauser Модель 1895 які стріляли набоями 7×57мм, вражаюча ефективність яких перевершували набої .303 British за точністю при стрільбі на дальні відстані. На той час в набої .303 British все ще використовували кордит як заряд, у той час як Маузер використав як бездимний порох балістит. Британці модернізували набій .303 British до варіанта Mark 7 з "гостроносою" кулею та оновили свої гвинтівки до короткомагазинної Lee–Enfield No. 1 Mk III.

## Військові боєприпаси
Найстаріші зразки 1893 року заряджалися довгими тупоносими кулями вагою 11,2 грами, які мали дулову швидкість 670 м/с з дуловою енергією 2514 Дж при стрільбі зі стволу довжиною589 мм. Максимальна дальність стрільби становила 3250 м. В 1893 році такі балістичні показники зробили набій високопродуктивним службовим набоєм, який зміг перевершити тогочасні набої з бездимним порохом, такі як 8mm Lebel, .303 British та 8×50mmR Mannlicher.
В 1913 році, після французької та німецької армій, іспанці розробили гостроносу кулю і модернізували набій 7×57мм випустивши набій з гостроносою кулею (7mm Cartucho para Mauser Tipo S). Куля була гостроноса вагою 9 грамів, дулова швидкість становила 850 м/с, дулова енергія 3251 Дж при стрільбі зі стволу довжиною 589 мм. Максимальна дальність польоту кулі становила 3700 м. Саме завдяки гостроносій кулі покращилася продуктивність набою, оскільки сильно зменшувався опір повітрю на бойових відстанях, а куля витримувала більші прискорення в стволі.
Після переходу на гостроносу кулю вагою 10,5 грами дулова швидкість стала 750 м/с, а дулова енергія 2953 Дж при стрільбі зі стволу довжиною 589 мм. Окрім гострого носу куля мала човниковий хвість для зменшення опору. Максимальна дальність польоту становила 5000 м.

## Військове використання
Свого часу набій 7×57мм Mauser широко використовували у військових справах. Його використовували в:
- Австро-Угорщина:Використовували в гвинтівці Repetiergewehr M.14. під час Першої світової
- Болівія[21][22]
- Бразилія[23][24][25]
- Чилі[21][22][26][27]
- Китай[21][22][27]

8*   Коста-Рика
- Куба
- Сальвадор[21]
- Гондурас[21][22]
- Іран[21]
- Мексика[21][22][27]
- Оранжева Республіка[21][22][26][28][27]
- Парагвай[21]
- Республіка Філіппіни (1899—1901)
- Королівство Сербія[29]
- Іспанія[30]
- Республіка Трансвааль[21][22][26][28][27]
- Об'єднане Королівство[31]
- Уругвай[21][27]
- Венесуела[32]

### Службова зброя
Mauser Model 1893, Mauser Model 1895 and Mauser Model 1899, Mauser Model 1907, Mauser Model 1908, Mauser Standardmodell, vz. 24, Mondragón rifle, FN Mauser M1930, Remington Rolling Block, Venezuelan FN Model 1949, Hotchkiss Model 1922 machine gun, Madsen machine gun, Colt R75 Browning Automatic Rifle model 1925, M1941 Johnson.

## Використання гільзи
Гільзу 7×57мм Mauser використали в набої .257 Roberts. До того ж набій 6mm Remington також базується на набої 7×57мм Mauser.

## Кустарні набої
Гільзу 7×57мм Mauser також використовують для створення офіційно незареєстрованих набої в C.I.P. або в SAAMI. Такі набої відомі як кустарні набої.
Виробник американських кустарних набої П.О. Оклі розробив кілька набоїв на базі набою 7×57мм Mauser.
Набій 7×57mm Mauser Ackley Improved є альтернативною версією набою 7×57мм Mauser з кутом плеча в 40 градусів. Цей кустарний набій було розроблено для легкого перезаряджання існуючої зброї та вогневого формування боєприпасу для зменшення конусності та збільшення кута плеча, результатом стало збільшення об'єму гільзи. Штампи цього кустарного набою можно легко знайти.
Набій .228 Ackley Magnum також створено на базі набою 7×57мм Mauser, але дульце обтиснуто до калібру .228 (5,79 мм). Кулі для цього набою знайти важко, але вони важать більше, ніж кулі калібру .223, до 100 гран (6,5 г), без надмірно високій швидкості закручування..Набій .257 Roberts Ackley Improved є другим поколінням кустарного набою створеного на базі набою .257 Roberts.